# C/2014 Q1 (PANSTARRS)
C/2014 Q1 (PANSTARRS) — одна з довгоперіодичних комет. Ця комета була відкрита 16 серпня 2014 року; вона мала 18.4m на час відкриття.